# Samokontrola
Samokontrola (samodyscyplina) – umiejętność kontrolowania swoich emocji i zachowań. 
Badania z wykorzystaniem rezonansu czynnościowego ludzkiego mózgu pokazują, że samokontrola jest związana z pewnym obszarem grzbietowo-bocznej części kory przedczołowej, należącej do płata czołowego. Obszar ten jest odrębny od tych odpowiedzialnych za czynności zamierzone, postrzeganie intencji czy dokonywanie wyborów. 
Wielu badaczy pracuje nad identyfikacją obszarów biorących udział w procesie samokontroli; wiele z nich zostało już rozpoznanych. Na poziomie biologicznym uważa się, że utrata kontroli jest spowodowana nieprawidłową pracą mechanizmu decyzyjnego. Mechanistyczne wytłumaczenie zjawiska samokontroli jest wciąż na wczesnym etapie. Istnieje, jednakże silne zainteresowanie takim wyjaśnieniem, ze względu na jego możliwe zastosowanie kliniczne. Większość prac nad tym w jaki sposób mózg podejmuje decyzje jest oparta na dowodach poznania postrzeżeniowego. 
Wiele z zadań, którym poddawani są pacjenci nie są w bezpośredni sposób związane z samokontrolą i mają raczej charakter zadań decyzyjnych. Jednakowoż wkład w prace nad samokontrolą jest osiągany właśnie poprzez badania zadań decyzyjnych. Źródła dowodów na istnienie konkretnych mechanizmów nerwowych dotyczących samokontroli obejmują funkcjonalny magnetyczny rezonans jądrowy, obserwację pacjentów, badania nad układem nerwowym zwierząt, badania nad patologią wśród ludzi i zwierząt oraz badania nad pacjentami z zaburzeniami samokontroli. 
Z samokontrolą wiążą się interesujące zjawiska. Próby kontroli swoich myśli i uczuć skutkują zwykle narastaniem uczucia presji wewnętrznej na wykonywanie kontrolowanych zachowań i nasilaniem się tłumionych myśli. Tak dzieje się przede wszystkim w początkowych etapach wprowadzenia kontroli. Zjawisko to nazywane jest paradoksalnym efektem kontroli. 
„Samokontrola emocji”, pisze Lucyna Golińska w „Terapii”, „bywa rozumiana jako sterowanie jej doświadczaniem lub wyrażaniem. Większość ludzi chciałaby skrócić i zmniejszyć intensywność przeżywanego smutku lub lęku, a zintensyfikować doświadczanie szczęścia, ciekawości czy miłości”.
Ludzie, którzy np. próbują tłumić myśli o pewnych czynnościach (np. „nie będę jadł”, „nie będę palić”) narażają się na to, że myśli tych pojawi się więcej. 
Zjawisko to jest dobrze potwierdzone przez eksperymenty i wyjaśniane przez przynajmniej cztery teorie psychologiczne:
- teoria wyczerpywania woli
- teoria nieświadomego rozumienia przekazów negatywnych
- teoria bodźców warunkowych
- teoria podwójnych procesów kontroli.